# Gabriel Correa
Carlos Gabriel Correa Viana (ur. 13 stycznia 1968) – piłkarz urugwajski, pomocnik. Wzrost 177 cm, waga 70 kg.
Correa rozpoczął grę w piłkę w 1982 w klubie River Plate Montevideo. W 1988 przeniósł się do klubu CA Peñarol, którego barwy reprezentował podczas turnieju Copa América 1989, gdzie Urugwaj zdobył tytuł wicemistrza Ameryki Południowej. Correa zagrał w 3 meczach grupowych z Ekwadorem, Boliwią i Chile oraz w drugiej połowie wszystkich meczów finałowych z Paragwajem, Argentyną i Brazylią.
Jako piłkarz klubu Peñarol wziął udział w finałach mistrzostw świata w 1990 roku, gdzie Urugwaj dotarł do 1/8 finału. Correa zagrał tylko w jednym meczu - z Hiszpanią.
Po mistrzostwach przeniósł się do Hiszpanii, gdzie przez 3 lata grał w klubie Real Murcia. W 1993 przeszedł do klubu Real Valladolid, a w 1995 do klubu CP Mérida. Na koniec kariery w 1998 został graczem klubu Sevilla FC.
Od 1 listopada 1988 do 13 czerwca 1990 Correa rozegrał w reprezentacji Urugwaju 19 meczów i zdobył 2 bramki.